# Florian Kasseroler

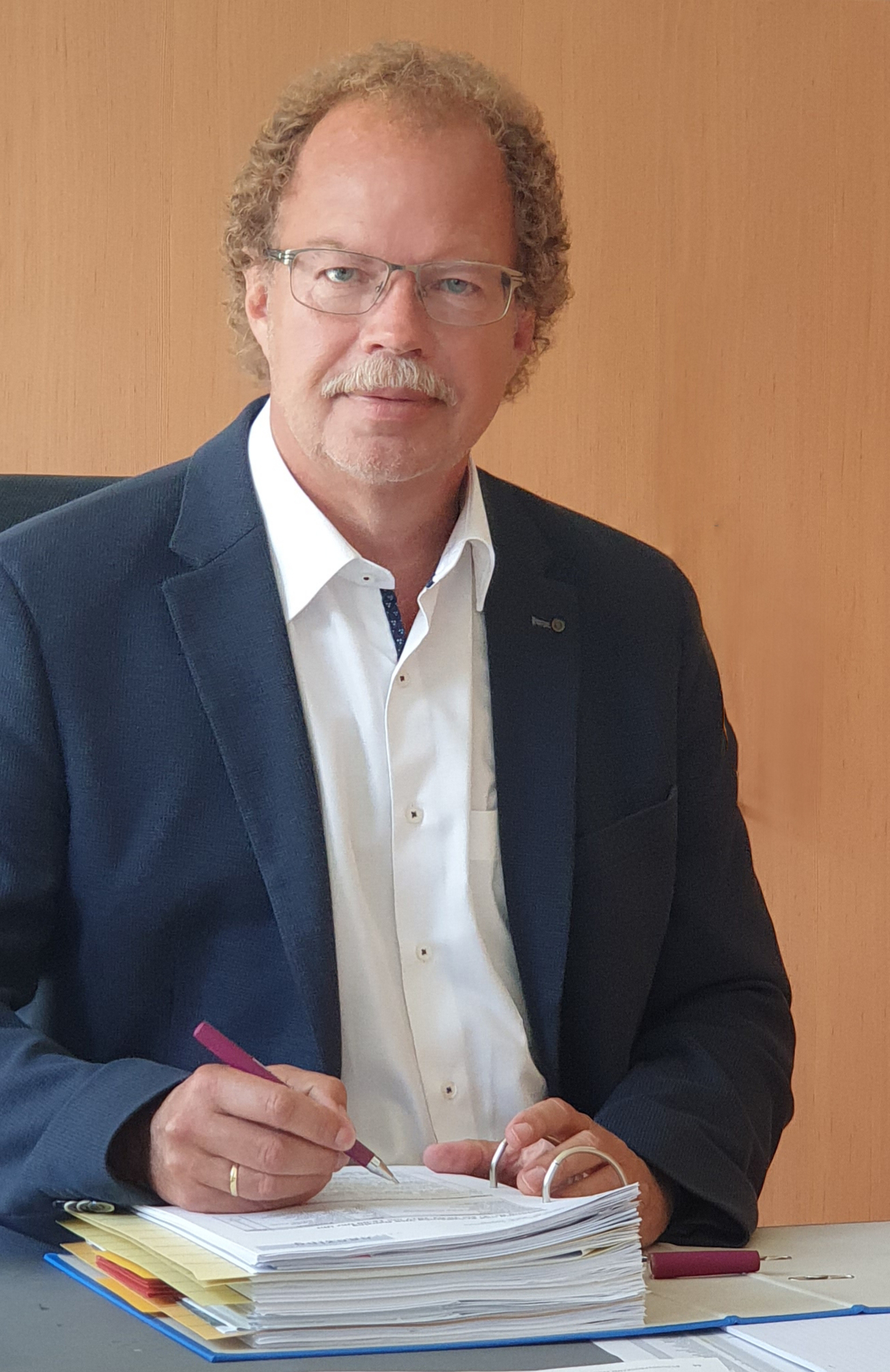
Florian Kasseroler (2019)

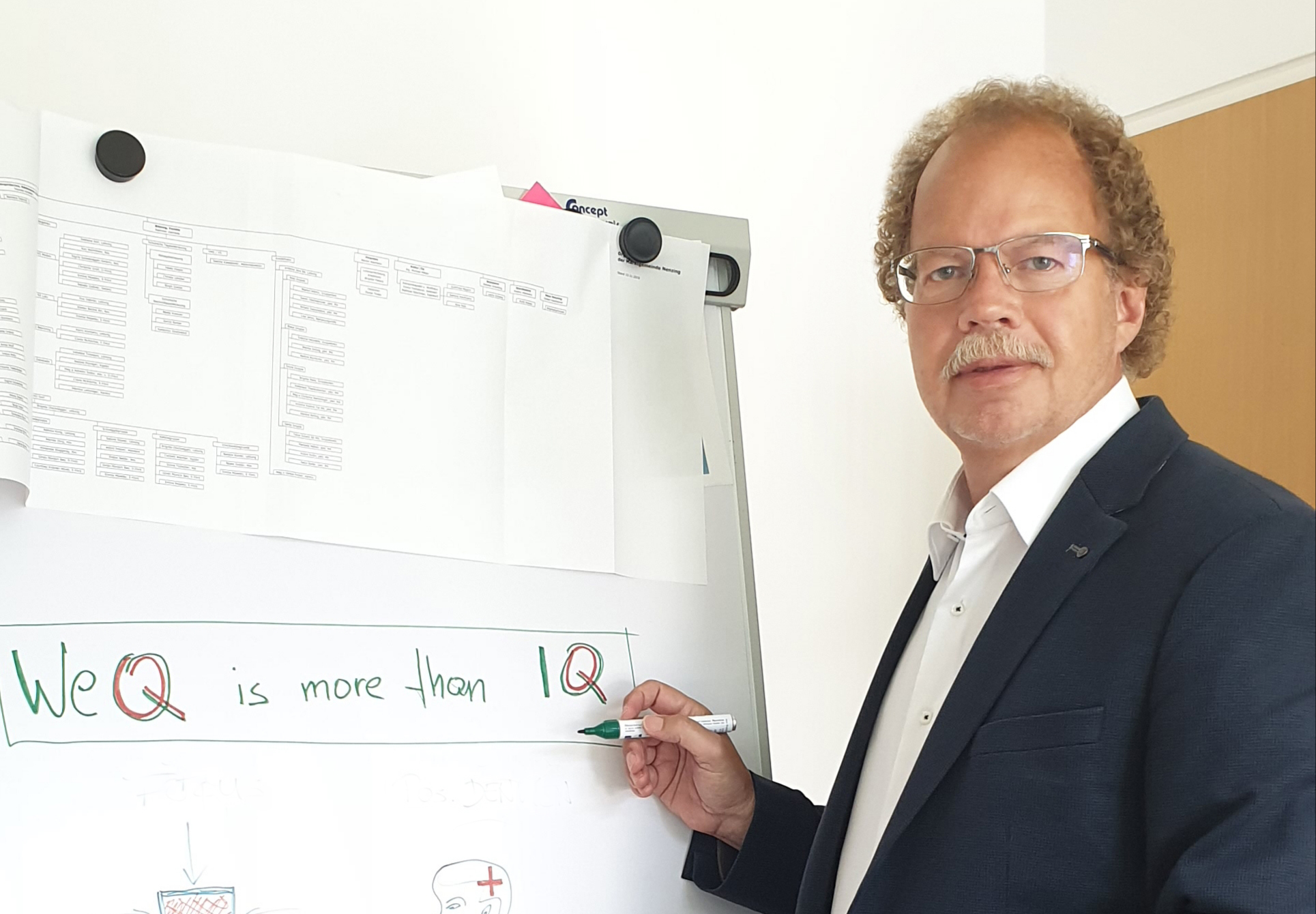
Florian Kasseroler (2019)

Florian Kasseroler (* 22. März 1960) ist ein österreichischer Politiker (FPÖ) aus dem Bundesland Vorarlberg. Von 1999 bis 2004 vertrat Kasseroler eine Legislaturperiode lang die Vorarlberger Freiheitlichen als Abgeordneter im Vorarlberger Landtag. Von 2003 bis 2025 war er hauptberuflicher Bürgermeister der Marktgemeinde Nenzing.
Kasseroler ist verheiratet und Vater von vier Kindern.

## Leben und Ausbildung
Nach dem Besuch von Volks- und Hauptschule absolvierte Florian Kasseroler eine Ausbildung an der HTL Dornbirn für Textilindustrie. Anschließend an seine Matura wechselte er in die Dienste des Finanzministeriums und war bis zur Übernahme des Bürgermeisteramtes als Kassaleiter beim Hauptzollamt in Feldkirch tätig.

## Politische Tätigkeit

### Gemeinde Nenzing
Von 1995 bis 2003 war Florian Kasseroler Vizebürgermeister der Marktgemeinde Nenzing. Bei der Landtagswahl in Vorarlberg 1999 wurde er erstmals für die FPÖ in den Vorarlberger Landtag gewählt und agierte dort als Sozialsprecher der Freiheitlichen. Nach Ablauf der Legislaturperiode schied Kasseroler 2004 wieder aus dem Landtag aus. Bereits 2003 war er als Nachfolger von Bruno Hummer zum Bürgermeister der Marktgemeinde Nenzing bestellt worden. 2005 wurde er in diesem Amt erstmals durch eine Direktwahl bestätigt und auch 2010 wurde er mit 59,85 % der Direktwahlstimmen erneut zum Bürgermeister gewählt. Bei einem Wettbewerb des EU-Ausschusses der Regionen im Jahr 2010 konnte Florian Kasseroler durch seine Kenntnis über die Europäische Union den Titel „Österreichs EU-Vizebürgermeister des Jahres 2010“ 2010 erreichen. Auch bei der Bürgermeisterdirektwahl im Jahr 2015 konnte sich Florian Kasseroler mit 73,7 % der Stimmen wieder deutlich durchsetzen und wurde zum dritten Mal in Folge wiedergewählt.
Im Rahmen seiner Tätigkeit als Bürgermeister ist er Obmann des Sozialausschusses, des Finanzausschusses, des Ausschusses Familie/Kindergarten, der Grundverkehrskommission und der Dienstbeurteilungskommission.

### Freiheitliche Partei
Florian Kasseroler ist Ortsparteiobmann und Fraktionsobmann der FPÖ Nenzing. Er ist auch Mitglied der FPÖ Landesparteileitung.

## Weitere Tätigkeiten und Mitgliedschaften
Neben der Aufgabe als Bürgermeister übernahm Florian Kasseroler weiter Aufgaben innerhalb der Gemeinde und der Region Walgau bzw. im Land Vorarlberg.

### Politische Aufgaben
Er engagiert sich aktiv in der Entwicklung der Region. So ist er Gründungsobmann der erfolgreichen „Regio im Walgau“. Er ist auch Vorstandsmitglied des Vorarlberger Gemeindeverbandes und Mitglied des Europaausschusses des österreichischen Gemeindeverbandes sowie Obmann der Seniorenbetreuungs-GmbH Nenzing.

### Soziale Aufgaben
Florian Kasseroler ist Obmann der Initiative Jugendkulturarbeit Walgau (JKAW). Daneben engagiert er sich seit 2018 auch als Vizepräsident des Roten Kreuzes Vorarlberg, ist Obmann des Seniorenringes Nenzing und Vorstandsmitglied des Seniorenringes Vorarlberg.

### Technische Aufgaben
Er ist Mitglied im e–5 Team der Marktgemeinde Nenzing (e5 – Programm für energieeffiziente Gemeinden), Delegierter der ARA Meiningen, Vorstandsmitglied bei der ARA Satteins und Vorstandsmitglied beim Ill – Hochwasserschutzverband.